# Крома (растение)
Крома (швед. Kroma) — выведенный в Швеции гибрид крыжовника, чёрной и белой смородины.
Создан профессором университета сельскохозяйственных наук в Alnarp Ф.Нильсоном в результате селекционной работы с тетраплоидными гибридами чёрной смородины и нескольких видов крыжовника, начатой около 1940 года. Тетраплоидность была получена при помощи колхицина. Разные гибриды скрещивались между собой, и наконец, около 1958 года был отобран наиболее многообещающий гибрид, который поступил в продажу в 1979 году под названием «Крома».
Является амфидиплоидным гибридом (R. nigrum × R. uva-crispa) × (R. nigrum × R. niveum), который унаследовал от R. niveum устойчивость к мучнистой росе, почковому клещу и пятнистости листьев, и в отличие от крыжовника, не имеет колючек.
Быстрорастущий, очень урожайный гибрид с ветками толстыми, как у настоящего дерева. Плоды в первой половине лета напоминают по вкусу крыжовник, во второй — смородину.